# I liga argentyńska w piłce nożnej (1904)
Mistrzem Argentyny w roku 1904 został klub Belgrano AC, a wicemistrzem Argentyny klub Alumni AC.
Z ligi nikt nie spadł, natomiast awansował klub Reformer Campana, co zwiększyło ligę z 6 do 7 klubów.

## Primera División

### Mecze chronologicznie
| Data             | Mecz |
| ---------------- | --- |
| 9 maja 1904      | CA Estudiantes – Quilmes Athletic Buenos Aires 0:2 J. Rodman, P. Hooton |
| 12 maja 1904     | Alumni AC – Barracas Athletic Buenos Aires 4:1 Alfredo Brown (3), Patricio Dillon – A. R. Lennie mecz rozegrany został na stadionie klubu Ferro Carril Oeste |
| 12 maja 1904     | Belgrano AC – Quilmes Athletic Buenos Aires 2:1 R. H. Thompson, T. B. Lister s – P. Hooton |
| 12 maja 1904     | Lomas Athletic Buenos Aires – CA Estudiantes 2:1 A. Jacobs, J. Hunter – W. Hunter |
| 15 maja 1904     | Lomas Athletic Buenos Aires – Belgrano AC 2:3 A. Jacobs, O. J. Pfeiffer k – W. F. Paunero, Pablo Frers (2) |
| 22 maja 1904     | Barracas Athletic Buenos Aires – Belgrano AC 1:2 A. R. Lennie – Pablo Frers (2) mecz rozegrany został na stadionie klubu Banfield |
| 24 maja 1904     | Barracas Athletic Buenos Aires – Lomas Athletic Buenos Aires 1:0 J. H. Perkins mecz rozegrany został na stadionie klubu Banfield |
| 29 maja 1904     | Belgrano AC – Barracas Athletic Buenos Aires 3:0 José Laforia s, C. Edgard Dickinson, Pablo Frers |
| 2 czerwca 1904   | Belgrano AC – CA Estudiantes 6:2 S. G. Holmberg, Norman Forrester (3, 1k), Pablo Frers, T. Dwyer s – C. Arcuri, T. Dwyer |
| 2 czerwca 1904   | Quilmes Athletic Buenos Aires – Barracas Athletic Buenos Aires 1:5 A. Clarck – Carlos Céspedes, Sidney Bridge (2), J. R. Mac Donald, G. Potter |
| 5 czerwca 1904   | CA Estudiantes – Barracas Athletic Buenos Aires 0:2 G. Brooking, A. R. Lennie |
| 12 czerwca 1904  | Belgrano AC – Alumni AC 3:1 Pablo Frers, Arturo Forrester, Haroldo Ratcliff k – Alfredo Brown |
| 12 czerwca 1904  | CA Estudiantes – Lomas Athletic Buenos Aires 1:0 Colin Campbell |
| 19 czerwca 1904  | CA Estudiantes – Alumni AC 0:3 Alfredo Brown (2), Jorge Brown |
| 19 czerwca 1904  | Lomas Athletic Buenos Aires – Quilmes Athletic Buenos Aires 3:2 Henry Lawrie (2), J. B. Campbell – P. Hooton (2) |
| 24 czerwca 1904  | Barracas Athletic Buenos Aires – CA Estudiantes 3:1 W. Dunne, A. R. Lennie k, G. Potter – José Susan |
| 24 czerwca 1904  | Belgrano AC – Lomas Athletic Buenos Aires 2:0 Pablo Frers, C. Edgard Dickinson |
| 24 czerwca 1904  | Quilmes Athletic Buenos Aires – Alumni AC 0:1 Jorge Brown |
| 17 lipca 1904    | Lomas Athletic Buenos Aires – Alumni AC 1:0 A. Jacobs |
| 31 lipca 1904    | CA Estudiantes – Belgrano AC 1:4 T. Dwyer – Arturo Forrester, Norman Forrester, H. B. Knight, Haroldo Ratcliff mecz rozegrany został na stadionie klubu Belgrano AC |
| 7 sierpnia 1904  | Barracas Athletic Buenos Aires – Alumni AC 0:5 Gottlob Weiss, Alfredo Brown (2), Jorge Brown (2) mecz rozegrany został na stadionie klubu Banfield |
| 7 sierpnia 1904  | Quilmes Athletic Buenos Aires – Belgrano AC 0:4 Sędzia: W. Williams Bramki: 0:1 Rioboó 5, 0:2 Forrester 9, 0:3 Ratcliff 32, 0:4 Forrester 85 Quilmes Athletic Club: R. P. Cordner – William Leslie, A. B. Boutell, D. Morgan, T. B. Lister, E. Cunningham, Haroldo Torre, H. Cunningham, P. Hooton, Ricardo Santiago Muir, F. R. Wilson Belgrano AC: J. W. Howard – George N. Dickinson, H. J. Reeves, C. Edgard Dickinson, Harold T. Ratcliff, H. Frasser, H. A. Ruggeroni, Norman G. Forrester, H. B. Knight, S. Rioboó, E. Frilling. |
| 21 sierpnia 1904 | Alumni AC – Belgrano AC 1:1 Alfredo Brown – Haroldo Ratcliff mecz rozegrany został na stadionie klubu Ferro Carril Oeste |
| 21 sierpnia 1904 | Quilmes Athletic Buenos Aires – Lomas Athletic Buenos Aires 0:1 |
| 28 sierpnia 1904 | Alumni AC – Quilmes Athletic Buenos Aires walkower dla Alumni AC |
| 28 sierpnia 1904 | Lomas Athletic Buenos Aires – Barracas Athletic Buenos Aires walkower dla Lomas Athletic Buenos Aires |
| 30 sierpnia 1904 | Alumni AC – Lomas Athletic Buenos Aires 0:0 mecz rozegrany został na stadionie klubu Lomas Athletic Buenos Aires |
| 11 września 1904 | Alumni AC – CA Estudiantes 3:3 Alfredo Brown (2), Juan Moore – Alejandro Harris (2), José Susan mecz rozegrany został na stadionie klubu Estudiantes |
| 18 września 1904 | Quilmes Athletic Buenos Aires – CA Estudiantes 2:3 P. Hooton (2) – Tristán González (2), Gustavo Vernet Amadeo |
| 24 września 1904 | Barracas Athletic Buenos Aires – Quilmes Athletic Buenos Aires walkower dla Barracas Athletic Buenos Aires |

### Końcowa tabela sezonu 1904
| Poz | Klub                           | Mecze | Zw | Rem | Por | Pkt | BrZd | BrStr |
| --- | ------------------------------ | ----- | -- | --- | --- | --- | ---- | ----- |
| 1   | Belgrano AC                    | 10    | 9  | 1   | 0   | 19  | 30   | 9     |
| 2   | Alumni AC                      | 10    | 5  | 3   | 2   | 13  | 18   | 9     |
| 3   | Lomas Athletic Buenos Aires    | 10    | 5  | 1   | 4   | 11  | 9    | 10    |
| 4   | Barracas Athletic Buenos Aires | 10    | 5  | 0   | 5   | 10  | 13   | 16    |
| 5   | CA Estudiantes                 | 10    | 2  | 1   | 7   | 5   | 12   | 27    |
| 6   | Quilmes Athletic Buenos Aires  | 10    | 1  | 0   | 9   | 2   | 8    | 19    |